# Atefe Asadi
Pour les articles homonymes, voir Asadi.
Atefe Asadi (née en avril 1994 à Téhéran) est une poétesse, romancière, traductrice, éditrice et auteure-compositrice iranienne. Elle reçoit la Bourse Hannah Arendt en 2021 et vit depuis en Allemagne.

## Biographie

### Enfance
Née en 1994 à Téhéran, Atefe Asadi étudie la traduction. En 2021, elle déménage en Allemagne et réside actuellement à Hanovre,.

### Littérature
Asadi travaille pour de nombreuses revues littéraires et plateformes culturelles en Iran. Cependant, ses trois recueils de nouvelles sont censurés et interdits par le Ministère de la culture et de l'orientation islamique. Ses textes sont publiés dans des revues comme Sayeh-ha, Konsefr, Ketabchi et Morva. En 2021, elle reçoit la bourse Hannah Arendt pour « son œuvre littéraire remarquable et son engagement inébranlable pour la liberté d’expression ».
Ses poèmes et récits sont traduits en plusieurs langues et publiés notamment en Allemagne et en Italie. Ses thématiques récurrentes incluent les droits des femmes, les minorités, la migration, la discrimination et la liberté. Elle intervient régulièrement dans des ateliers sur la littérature en exil,. Elle donne également des lectures dans des écoles allemandes et enseigne la littérature,. Elle est aussi rédactrice en chef de la section littéraire du magazine Hamyari au Canada.
Elle collabore avec le sculpteur allemand Krommel à la création du monument Femme, Vie, Liberté.

### Engagement politique
Après la censure de ses ouvrages en Iran, Asadi commence à les publier clandestinement, ce qui, combiné à sa participation à des manifestations, conduit à son arrestation.
Elle est une voix critique du régime iranien, intervenant dans des conférences internationales telles que WEXFO en Norvège, la conférence Safe Havens en Grèce et les réunions annuelles de ICORN au Danemark et en Belgique. Dans plusieurs interviews, elle soutient le mouvement « Femme, Vie, Liberté » et appelle la communauté internationale à soutenir le soulèvement du peuple iranien et à désigner les Gardiens de la révolution islamique comme organisation terroriste,,. Plusieurs articles d’Asadi sur la littérature, l’art et la situation politique en Iran sont publiés dans des revues européennes. L'un de ses textes, intitulé Nous, le peuple iranien, avons de tout temps été seuls, est publié en pleine guerre entre l'Iran et Israël dans la Frankfurter Allgemeine Zeitung. L'article est traduit en anglais et en français, et est sélectionné par des plateformes comme Perlentaucher et Deutschlandfunk Kultur parmi les publications marquantes,.